# Apanteles deepica
Apanteles deepica är en stekelart som beskrevs av Rao och Chalikwar 1971. Apanteles deepica ingår i släktet Apanteles och familjen bracksteklar. Inga underarter finns listade i Catalogue of Life.